# Máy tính tương tự

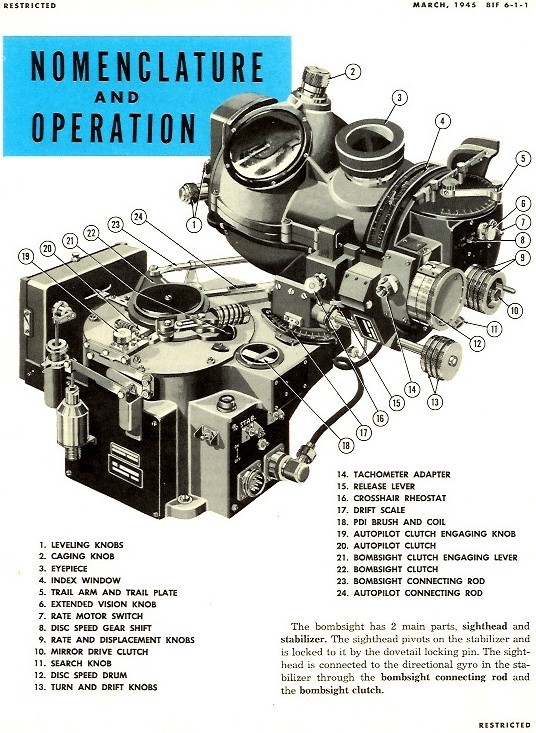
Một trang từ Bombardier's Information File (BIF) mô tả các thành phần và điều khiển của thiết bị quan trắc bom Norden. Máy quan trắc bom Norden là một máy tính tương tự quang học / cơ học rất tinh vi được Không quân Lục quân Hoa Kỳ sử dụng trong Chiến tranh thế giới thứ hai, Chiến tranh Triều Tiên và Chiến tranh Việt Nam để hỗ trợ phi công máy bay ném bom thả bom chính xác.

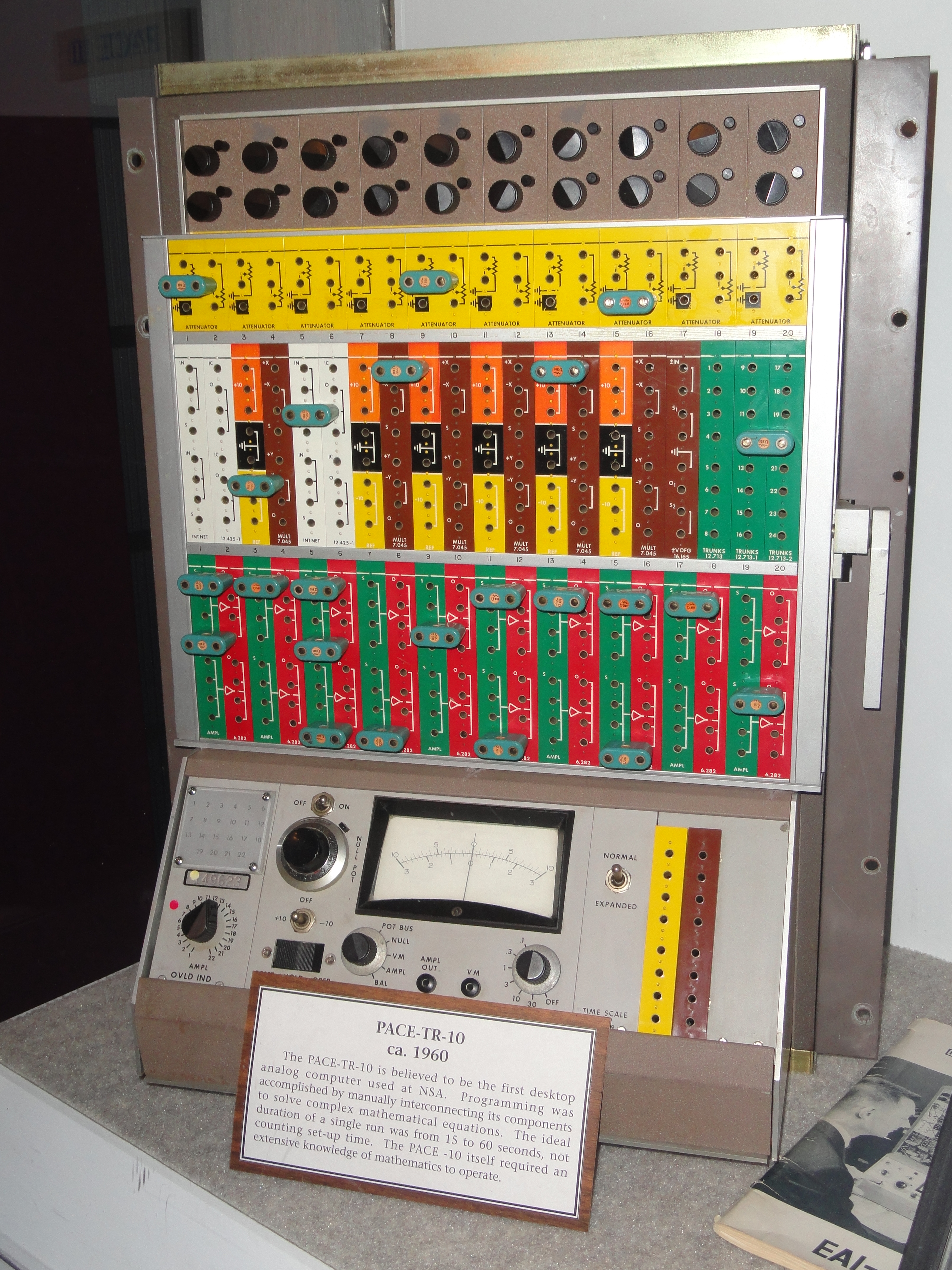
Máy tính tương tự để bàn TR-10 cuối những năm 1960 và đầu những năm 70

Máy tính tương tự là một loại máy tính sử dụng các khía cạnh có thể thay đổi liên tục của các hiện tượng vật lý như đại lượng điện, cơ hoặc thủy lực để mô hình hóa vấn đề đang được giải quyết. Ngược lại, máy tính kỹ thuật số biểu thị các đại lượng khác nhau một cách tượng trưng và bằng các giá trị rời rạc của cả thời gian và biên độ.
Máy tính tương tự có thể có mức độ phức tạp khác nhau. Thước loga và nomogram là các máy tính tương tự đơn giản nhất, trong khi hải quân máy tính kiểm soát súng và máy tính kỹ thuật số/analog lớn lai tạo là những máy tính tương tự phức tạp nhất. Các hệ thống điều khiển quá trình và rơle bảo vệ được sử dụng tính toán tương tự để thực hiện các chức năng điều khiển và bảo vệ.
Máy tính tương tự đã được sử dụng rộng rãi trong các ứng dụng khoa học và công nghiệp ngay cả sau khi máy tính kỹ thuật số ra đời, bởi vì vào thời điểm đó chúng thường nhanh hơn nhiều, nhưng chúng bắt đầu trở nên lỗi thời ngay từ những năm 1950 và 1960, mặc dù chúng vẫn được sử dụng trong một số các ứng dụng, chẳng hạn như mô phỏng chuyến bay, máy tính bay trong máy bay và để giảng dạy hệ thống điều khiển trong các trường đại học. Các ứng dụng phức tạp hơn, chẳng hạn như bộ mô phỏng chuyến bay của máy bay và radar khẩu độ tổng hợp, vẫn là lĩnh vực của điện toán tương tự (và điện toán lai) cho đến những năm 1980, vì số lượng máy tính kỹ thuật số là không đủ để giải quyết các nhiệm vụ này.

## Dòng thời gian

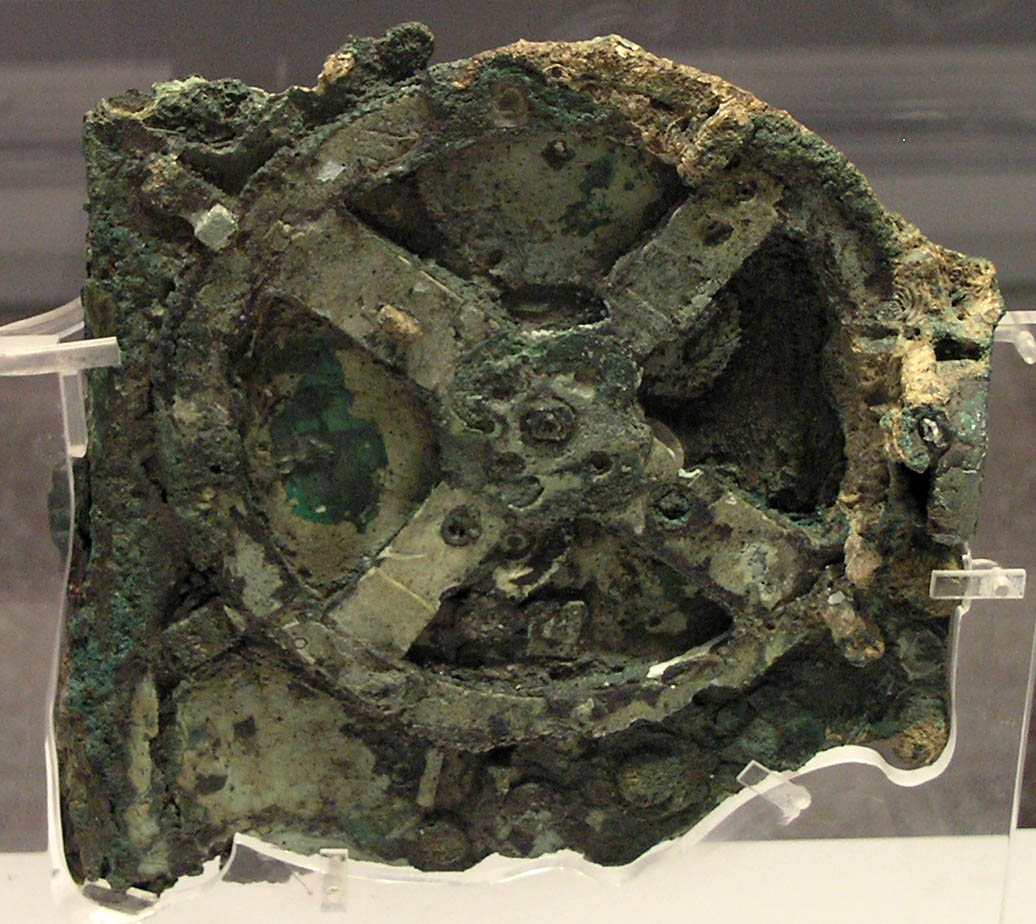
Cỗ máy Antikythera, có niên đại từ 150 đến 100 TCN, là một máy tính tương tự đầu tiên.

Theo Derek J. de Solla Price, cỗ máy Antikythera là một máy tiên đoán trước vị trí của các thiên thể và được coi là một máy tính tương tự cơ học sơ khai. Nó được thiết kế để tính toán các vị trí thiên văn. Cỗ máy này được phát hiện vào năm 1901 trong xác tàu Antikythera ngoài khơi đảo Antikythera của Hy Lạp, giữa Kythera và Crete, và có niên đại là k. 100 TCN trong thời kỳ Hy Lạp hóa của Hy Lạp. Các thiết bị mà có mức độ phức tạp tương đương với cỗ máy Antikythera sẽ không xuất hiện trở lại cho đến một nghìn năm sau.
Nhiều công cụ hỗ trợ cơ học để tính toán và đo lường đã được xây dựng để sử dụng trong thiên văn và điều hướng. Planisphere được Ptolemy mô tả lần đầu tiên vào thế kỷ thứ 2 sau Công nguyên. Thước trắc tinh được phát minh ở thế giới Hy Lạp vào thế kỷ 1 hoặc 2 TCN và thường được cho là do Hipparchus sáng chế. Là sự kết hợp của planisphere và dioptra, thước trắc tinh thực sự là một máy tính tương tự có khả năng giải quyết một số loại vấn đề khác nhau trong thiên văn học hình cầu. Một thước trắc tinh kết hợp một máy tính lịch cơ học  và các liên kết dùng bánh răng được Abi Bakr ở Isfahan, Ba Tư phát minh vào năm 1235. Abū Rayhān al-Bīrūnī đã phát minh ra thước trắc tinh lịch âm dương có hộp số cơ học đầu tiên, một máy xử lý tri thức có dây cố định ban đầu  với bánh răng liên kết, khoảng năm 1000 sau Công Nguyên. Các tháp đồng hồ, một dạng đồng hồ thiên văn vận hành nhờ thủy năng cơ khí được Al-Jazari phát minh năm 1206, là máy tính tương tự đầu tiên có khả năng lập trình.